# Campeonato Mundial de Piragüismo en Maratón de 1998
El VI Campeonato Mundial de Piragüismo en Maratón se celebró en Ciudad del Cabo (Sudáfrica) entre el 26 y el 27 de septiembre de 1998 bajo la organización de la Federación Internacional de Piragüismo (ICF).

## Resultados

### Masculino
| Evento | Oro                                                    | Plata                                               | Bronce                                               |
| ------ | ------------------------------------------------------ | --------------------------------------------------- | ---------------------------------------------------- |
| C1     | Pal Petervari · Hungría · 3:15:06,990                  | Gabor Kolozsvari · Hungría · 3:15:08,860            | Jose Sousa Portugal 3:17:08,880                      |
| C2     | Stephen Train Andrew Train Reino Unido 2:55:58,490     | Edvin Csabai · Attila Gyore · Hungría · 2:57:45,160 | Bela Jakus · Gabor Balgovics · Hungría · 3:03:40,250 |
| K1     | Ivan Lawler Reino Unido 2:34:59,740                    | Thor Nielsen Dinamarca 2:35:00,770                  | Torgeir Toppe · Noruega · 2:35:10,840                |
| K2     | Attila Jambor · Viktor Szakaly · Hungría · 2:36:55,750 | Jules Brabants Conor Holmes Reino Unido 2:36:56,740 | Thor Nielsen Karsten Solgaard Dinamarca 2:36:58,940  |

### Femenino
| Evento | Oro                                                   | Plata                                                | Bronce                                              |
| ------ | ----------------------------------------------------- | ---------------------------------------------------- | --------------------------------------------------- |
| K1     | Susanne Gunarsson · Suecia · 3:03:22,310              | Anna Hemmings Reino Unido 3:03:23,240                | Kornelia Szonda · Hungría · 3:03:24,560             |
| K2     | Asa Eklund · Susanne Gunarsson · Suecia · 2:55:11,830 | Anett Schuck · Sabine Meyer · Alemania · 2:57:43,670 | Andrea Dallaway Helen Gilby Reino Unido 2:57:51,300 |

## Medallero
| Núm. | País        | Oro | Plata | Bronce | Total |
| ---- | ----------- | --- | ----- | ------ | ----- |
| 1    | Hungría     | 2   | 2     | 2      | 6     |
| 2    | Reino Unido | 2   | 2     | 1      | 5     |
| 3    | Suecia      | 2   | 0     | 0      | 2     |
| 4    | Dinamarca   | 0   | 1     | 1      | 2     |
| 5    | Alemania    | 0   | 1     | 0      | 1     |
| 6    | Noruega     | 0   | 0     | 1      | 1     |
| 6    | Portugal    | 0   | 0     | 1      | 1     |
|      | TOTAL       | 6   | 6     | 6      | 18    |